# Ekran (czasopismo)

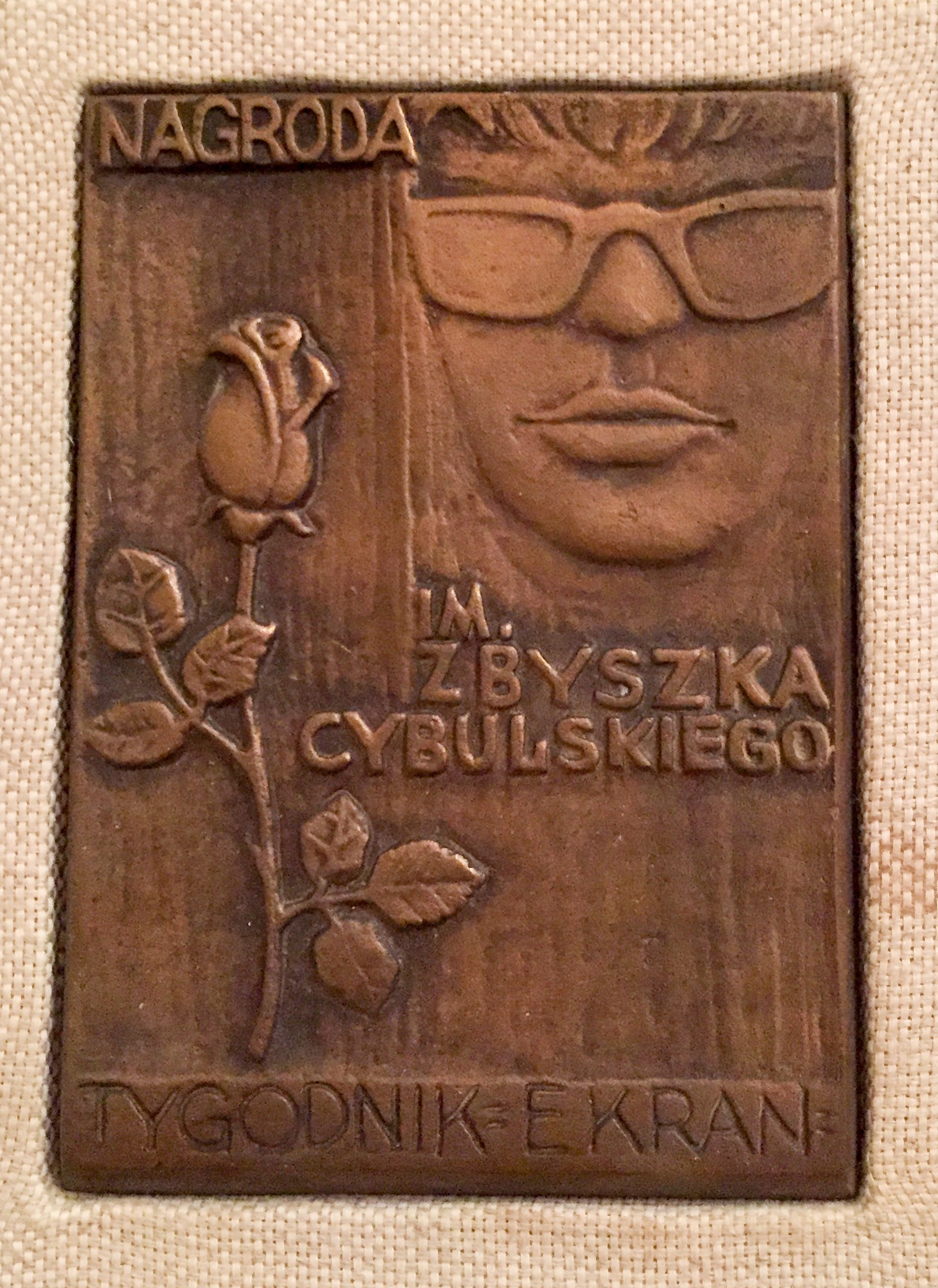
Nagroda im. Zbyszka Cybulskiego przyznawana przez Ekran

Ekran – polskie czasopismo filmowo-telewizyjne (tygodnik) wydawane w latach 1957–1992. Pierwszy numer ukazał się 1 marca 1957 w formacie A3 (297 mm x 420 mm) i objętości 16 stron. Redakcja mieściła się w Warszawie przy ul. Foksal 10, wydawcą był Zarząd Główny TPPR.
Na początku wydawany pod tytułem: „Ekran. Tygodnik filmowo-telewizyjny”. Od trzeciego numeru nazwę zmieniono na: „Ekran. Tygodniowy magazyn filmowy i telewizyjny dla dyskusyjnych klubów filmowych”, a od 1990 na: „Ekran. Kino, TV wideo, TV sat. Magazyn ilustrowany”.
Od 1986 redakcja czasopisma przyznawała Nagrodę im. Zbyszka Cybulskiego młodym talentom aktorskim. Obecnie patronem tej nagrody jest miesięcznik „Kino”. Corocznie przyznawano również nagrody Złoty Ekran dla wyróżniających się aktorów i osobowości telewizyjnych.

## Złote Ekrany
1985
- Reżyseria Teatru Telewizji – Jerzy Krasowski (za spektakl Thermidor)
- Reżyseria serialu – Ryszard Ber (za reżyserię serialu Popielec)
- Aktorka – Teresa Budzisz-Krzyżanowska
- Aktor – Stanisław Michalski (za rolę w serialu Popielec)
- Cykl programów publicystycznych – Tadeusz Zakrzewski
- Cykl programów kulturalnych – Marian Kubera
- Programy dokumentalne i reportaże – Ryszard Wójcik
- Wartość edukacyjna – Spektrum
- Widowisko dziecięco-młodzieżowe – Tik-Tak
- Widowisko rozrywkowe – Jarmark
- Cykl programów regionalnych – OTV Katowice za reportaż Rzeczpospolita miejska
- Specjalny Złoty Ekran – Jadwiga Sosnkowska

1986
- Reżyseria Teatru Telewizji – Maciej Wojtyszko (za spektakl Ferdydurke)
- Cykl programów publicystycznych – Tadeusz Kraśko, Waldemar Rudnik i Jerzy Wajszczuk
- Programy dokumentalne i reportaże – Lucyna Smolińska i Mieczysław Sroka (za reportaż Walczący samotnik) i Jerzy Ziarnik (za filmy Warszawa 1900-1945)
- Cykl programów regionalnych – OTV Gdańsk (za cykle Bohdana Sienkiewicza Latający Holender i Dookoła świata).
- Reżyseria filmu telewizyjnego – Andrzej Kondratiuk (za reżyserię filmu telewizyjnego Big Bang)
- Aktor – Janusz Gajos (za rolę w filmie telewizyjnym Big Bang)
- Aktorka – Grażyna Szapołowska (za rolę w filmie telewizyjnym Przez dotyk i w spektaklach Teatru Telewizji).
- Indywidualność telewizyjna – Jerzy Maksymiuk
- Wartość edukacyjna – Adam Bronikowski i zespół Działu Publicystyki Ekonomicznej (za programy Gra o milion i Plusy i minusy).
- Widowisko dziecięco-młodzieżowe – zespół Teatru dla dzieci za spektakl Czupurek w reżyserii Barbary Borys-Damięckiej
- Widowisko muzyczno-rozrywkowe – Agnieszka Fatyga
- Specjalny Złoty Ekran – Józef Węgrzyn (za programy informacyjne Teleexpress i Telewizyjny Kurier Warszawski).

1987
- Reżyseria Teatru Telewizji – Kazimierz Kutz (za spektakl Opowieści Hollywoodu)
- Programy społeczno-polityczne – Zawsze po 21-ej i Tadeusz Zakrzewski
- Programy dokumentalne i reportaże – Ludwik Perski (za reportaż Maria Kuncewiczowa - wspomnienie o ludziach, książkach i zdarzeniach).
- Cykl programów regionalnych – OTV Wrocław za cykle Ojczyzna polszczyzna, Strażnicy echa, Uwaga dokument i Z kamerą wśród zwierząt oraz relacji festiwali.
- Aktorka – Ewa Dałkowska
- Aktor – Jerzy Bińczycki
- Cykl programów publicystycznych – Zdzisława Guca i Karol Sawicki (za program Panorama dnia).
- Wartość edukacyjna – Dariusz Baliszewski (za program Powtórka z historii) i Jan Miodek (za program Ojczyzna polszczyzna).
- Widowisko dziecięco-młodzieżowe – Adam Gocel (za program Piłkarska kadra czeka).
- Widowisko muzyczno-rozrywkowe – Dariusz Michalski (za program Metronom)
- Specjalny Złoty Ekran – zespołowi Dziennika Telewizyjnego (za 30-letnią działalność informacyjno-publicystyczną).

1988
- Reżyseria Teatru Telewizji – Tadeusz Junak (za spektakl Dom, który zbudował Jonathan Smith)
- Reżyseria serialu – Jan Łomnicki (za reżyserie serialu Dom)
- Aktorka – Lidija Fiedosiejewa-Szukszyna (za rolę w serialu Ballada o Januszku)
- Aktor – Gustaw Holoubek (za rolę w serialu Królewskie sny)
- Cykl programów publicystycznych – Andrzej Bilik (za program Polityka, politycy)
- Programy dokumentalne i reportaże – Zofia Halocia
- Programy publicystyki historycznej – Marek Maldis (za program Dawniej niż wczoraj)
- Programy o problematyce operowej – Piotr Nędzyński (za program Wokół wielkiej sceny)
- Widowisko rozrywkowe – Grażyna Szcześniak (za program Butik)
- Specjalny Złoty Ekran – Jerzy Janicki

1989
- Reżyseria serialu – Krzysztof Kieślowski (za serial Dekalog)